# From Here to Eternity
From Here to Eternity is een Amerikaanse film uit 1953 van regisseur Fred Zinnemann. De hoofdrollen worden vertolkt door Burt Lancaster, Montgomery Clift en Deborah Kerr. De film is gebaseerd op de gelijknamige roman van schrijver James Jones uit 1951.
In 2002 werd de film geselecteerd voor opname in het National Film Registry van de Library of Congress vanwege het culturele, historische en esthetische belang. From Here to Eternity won acht Academy Awards, waaronder Beste Film, Beste Regie en een voor Frank Sinatra in de categorie Beste Mannelijke Bijrol. De film maakte een omzet van 30,5 miljoen dollar op een budget van 1.650.000 dollar en was daarmee niet alleen de succesvolste film van 1953, maar ook een van de tien films met de hoogste omzet van de jaren vijftig.

## Verhaal
In 1941 sluit soldaat Robert E. Lee Prewitt zich aan bij een legerkazerne in Schofield Barracks, Hawaï. Kapitein Dana Holmes weet dat Prewitt een uitstekende bokser is. Holmes wil hem als bokser inschakelen tijdens het bokstoernooi van het leger, maar Prewitt wil dat niet. Holmes maakt hem het leven zuur, in de hoop dat Prewitt uit ellende zwicht en toch meedoet aan het kampioenschap.
Ondertussen is Karen, de echtgenote van Holmes, de situatie met haar man beu. Ze wil van hem weg en heeft haar oog laten vallen op sergeant Milton Warden, de rechterhand van haar man. De sergeant en Karen beginnen stiekem een relatie, maar beseffen beiden dat ze met vuur spelen.
Ondertussen wordt de situatie voor Prewitt, die tevens de trompetspeler van het korps is, ondraaglijk. Gelukkig kan hij rekenen op de steun van zijn vriend en collega Angelo Maggio. Prewitt en Maggio zoeken samen rust in de stad, waar Prewitt verliefd wordt op Lorene. Maar wanneer Maggio zonder toestemming zijn post verlaat, belandt hij in de legergevangenis, waar hij getergd wordt door een brute sergeant. Maggio weet te ontsnappen maar sterft aan de verwondingen die hij heeft opgelopen. Prewitt neemt wraak en vermoordt de brute sergeant die verantwoordelijk is voor de dood van Maggio. Prewitt beseft dat hij zijn legercarrière wel kan vergeten en houdt zich de komende dagen schuil bij Lorene.
Maar dan beginnen de Japanners met hun aanval op Pearl Harbor. De kazerne wordt zwaar onder vuur genomen en alle hulp is welkom. Prewitt hoort het nieuws van de aanval en besluit zijn oude collega's te gaan helpen. Maar in de chaos die ontstaat, wordt Prewitt niet herkend. Een soldaat beveelt hem om halt te houden. Omdat Prewitt weigert te luisteren, wordt hij doodgeschoten. Sergeant Milton Warden identificeert zijn lichaam.
Lorene en Karen besluiten allebei Hawaï te verlaten. Tijdens de boottocht ontmoeten ze elkaar. Ze kennen elkaar niet, maar wanneer Lorene de naam van Prewitt laat vallen, begrijpt Karen wie Lorene is.

## Rolverdeling
| Acteur             | Personage                             |
| ------------------ | ------------------------------------- |
| Montgomery Clift   | Soldaat Robert E. Lee 'Prew' Prewitt  |
| Burt Lancaster     | Sergeant Milton Warden                |
| Deborah Kerr       | Karen Holmes                          |
| Donna Reed         | Alma 'Lorene' Burke                   |
| Frank Sinatra      | Soldaat Angelo Maggio                 |
| Philip Ober        | Kapitein Dana 'Dynamite' Holmes       |
| Mickey Shaughnessy | Korporaal Leva                        |
| Ernest Borgnine    | Staf-sergeant James R. 'Fatso' Judson |
| John Dennis        | Sergeant Galovitch                    |
| Jack Warden        | Korporaal Buckley                     |
| Harry Bellaver     | Korporaal 1e klasse Mazzioli          |
| Merle Travis       | Soldaat Sal Anderson                  |
| Tim Ryan           | Sergeant Pete Karelsen                |

## Scenario

### Het boek
James Jones schreef een bestseller over Amerikaanse soldaten in de maanden voorafgaand aan de Japanse aanval op Pearl Harbor in december 1941. Het 800 pagina's dikke boek gold als onverfilmbaar, niet alleen vanwege de lengte, maar ook vanwege het taalgebruik, het openlijk gepraat over seks en de negatieve manier waarop Jones het leger beschrijft. Producenten van de verschillende filmstudio's noemden het boek al 'From Here to Obscinity' en vreesden de machtige filmcensuur en het leger. Niet voor niets was het boek verbannen uit de openbare bibliotheken in de VS. Om het boek te kunnen verfilmen was het noodzakelijk dat het leger zijn medewerking zou verlenen met bijvoorbeeld echte soldaten als figuranten en materieel.

### Censuur
Het was Columbia Pictures die uiteindelijk de filmrechten van Jones kocht voor 82.000 dollar, een schijntje, ook in de jaren vijftig. Scenarist Daniel Taradash kreeg de opdracht te komen met een scenario voor een film die niet langer dan twee uur mocht duren en waaruit alle homoseksuele scènes waren geschrapt, de bordelen omgewerkt tot nachtclubs, de hoeren tot hostess, alle scheldwoorden verdwenen en de sadistische scènes in de legergevangenis aangepast. Het leger had een aparte clausule in het contract met de studio dat er geen spoor zou zijn van slordige Amerikaanse soldaten, homoseksualiteit of wreedheid. Ze lieten ook weten dat de film volgens het leger eigenlijk niet gemaakt hoefde te worden. De Amerikaanse filmcensuur, verenigd in het Breen Office (of PCA) had ook zijn bedenkingen. Dit was lastiger dan de kritiek van het leger, want als dit kantoor het scenario bestempelde als in strijd met censuur, dan kon de studio de film niet eens in de bioscopen krijgen. Nog voor er een letter van het scenario was geschreven had de censuur al bezwaar tegen de passage waarin Karen Holmes onthult dat ze geen kinderen kan krijgen omdat haar overspelige man haar besmette met een geslachtsziekte en haar baarmoeder werd verwijderd. Ook mocht er bijvoorbeeld geen sprake zijn van een overspelige relatie tussen Sergeant Warden en Karen. De studio liet echter Taradash zijn gang gaan en legde een groot aantal van de aanbevelingen van de censuur over het schrappen van seksueel getinte scènes naast zich neer. Tot ieders verbazing kreeg het script toch een MPAA-certificaat, wat inhield dat het in de Amerikaanse bioscopen mocht worden vertoond.

### Het script
Taradash schreef een script van 150 pagina's, waarvoor hij noodgedwongen een groot aantal personages en relaties moest schrappen. Om enigszins aan de censuur tegemoet te komen verwijderde hij ook zaken als wreedheid, homoseksualiteit en zelfmoord. Zo veranderde hij de rol van Alma 'Lorene' Burke van een prostituee in een hostess van een privéclub en raakt Holmes in de film haar baarmoeder kwijt vanwege een miskraam. Een van de zaken die Taradash veranderde ten opzichte van het boek, is dat de constante mishandelingen van Maggio en andere gevangenen niet zo in beeld zijn gebracht, maar worden verteld. Dit was het gevolg van een eis van het leger die weinig op had met het boek van Jones en alles wat het leger in verkeerd daglicht stelde, wilde vermijden. De scenarist boog deze censuur om en liet Maggio (in tegenstelling tot het boek) sterven als gevolg van de mishandeling. Hierdoor kwam het gevangenisgeweld met een omweg toch terug en werd Maggio een sterker en tragisch personage, die zijn vertolker Frank Sinatra een Oscar opleverde.

## Casting
In de jaren vijftig stond het Amerikaanse studiosysteem nog als een huis en waren de acteurs en actrices, ook de sterren, in feite eigendom van de studio. Harry Cohn, de eigenaar van Columbia Pictures was dan ook gewoon zelf de rollen in te vullen voor zijn films. Voor From Here to Eternity zag hij graag Aldo Ray als Prewitt, Robert Mitchum of Edmond O'Brien als Warden, Rita Hayworth als Karen Holmes, Julie Harris als Alma Burke en Eli Wallach als Maggio. Maar niet elke acteur was beschikbaar, terwijl ook regisseur Fred Zinnemann zijn eisen had. Uiteindelijk werd de casting van de film nog een grote puzzel.

### Karen Holmes
Rita Hayworth viel al snel af voor de rol van Karen Holmes, waarna de studio besloot Gladys George te vragen. Zinnemann was echter van plan om af te zien van type casting en wilde een heel ander soort actrice voor de rol van een overspelige vrouw. Hij stelde Deborah Kerr een actrice bekend van preutse en nette personages. Kerr had haar zinnen op de rol gezet en liet haar agent bellen met Harry Cohn. Die smeet echter vol verontwaardiging de telefoon op de haak. Later besprak Cohn het, in zijn ogen, 'idiote voorstel' van Kerr, met scenarist Taradash en Zinnemann zonder zich te realiseren dat zijn gesprekspartner juist speelden met het idee om Kerr te casten voor de rol. Maar Cohn wilde er niet van horen en bood de rol aan Joan Fontaine aan. Fontaine had op dat moment problemen in haar familie en wees de rol af. Later kreeg ze spijt van haar weigering en was van mening dat het uiteindelijk haar carrière beschadigde. Ook Joan Crawford werd gevraagd, maar die wilde alleen komen als ze haar eigen cameraman mocht meenemen. De studio gaf nu eindelijk toe aan de wensen van Zinnemann en nam Kerr voor de rol. Het bleek een gouden greep die ook een ander, meer sexy, imago gaf aan Deborah Kerr.

### Alma 'Lorene' Burke
Ook Donna Reed had niet echt de uitstraling van een verleidster, het was juist haar natuurlijke uitstraling die haar zo populair maakte in de bioscopen. Toch kreeg zij de rol van de sexy hostess Alma 'Lorene' Burke aangeboden. Ze versloeg onder andere Kim Stanley en Gloria Grahame, een actrice die haar leven lang personages vertolkte die prostituee of verleidster waren. Ook Shelley Winters was in de race, maar die had net een kind gekregen en weigerde de rol.

### Milton Warden
De aanvankelijke keus van Harry Cohn voor de rol van Warden, Robert Mitchum, viel af omdat Howard Hughes weigerde zijn ster aan Columbia Pictures te verhuren, waarna de bekende rondgang langs andere sterren begon. Tyrone Power weigerde omdat hij meespeelde in een toneelstuk, waarna de studio overwoog om Ronald Reagan of Walter Matthau te vragen, maar ging uiteindelijk akkoord met de keuze van Zinnemann voor Burt Lancaster.

### Robert Prewitt
Harry Cohn was weinig ingenomen met de bemoeienis van regisseur Fred Zinnemann over de casting. Zo stond hij vijandig tegenover de keuze van Montgomery Clift voor de rol van Prewitt. Cohn noemde de acteur een man “die niet overkwam als een soldaat of bokser en vermoedelijk homoseksueel was”. De acteur zelf was er sinds hij het boek had gelezen juist erg op gebrand om de rol van Prewitt te spelen en deed zijn best bij Zinnemann om te worden gecast. De ruzie tussen Cohn en Zinnemann over de keuze van Clift liep uiteindelijk zo hoog op dat Zinnemann een ultimatum stelde, zonder Clift als Prewitt ging hij de film niet maken.

### Angelo Maggio
De oorspronkelijke keuze van Harry Cohn voor de rol van Angelo Maggio was Eli Wallach. De acteur deed een uitstekende screentest maar vroeg Cohn het dubbele van de standaardbetaling omdat hij zijn rol in de Broadwayproductie Camino Real van Elia Kazan zou moeten afzeggen. Dit bracht Cohn aan het twijfelen, maar niet genoeg om het alternatief voor de rol, zanger-acteur Frank Sinatra te casten. Sinatra's carrière zat op dat moment in een dip, hij was niet langer het tieneridool van de jaren veertig en zijn platen verkochten nauwelijks nog. Een rol in From Here to Eternity, een dramafilm met een serieuze rol voor hem, kon zijn carrière nieuw leven inblazen en ervoor zorgen dat hij ook werd opgemerkt als serieus acteur, in plaats van alleen de zingende en dansende ster in filmmusicals. Uiteindelijk stemde Cohn in met een screentest, maar weigerde hij ervoor te betalen. Sinatra was op het moment dat hij hoorde van de screentest, als gast aanwezig op de set van de film Mogambo, waarin zijn vrouw Ava Gardner de hoofdrol speelde. Sinatra nam in Afrika het vliegtuig naar Hawaï en deed zijn screentest. Zinnemann was onder de indruk van de screentest en zag ook dat het magere, kleine lichaam van Sinatra veel beter bij de rol van Maggio paste dan het veel grotere en zwaardere lijf van Wallach. Hij wist ook Cohn te overtuigen, zeker omdat Sinatra aanbood de rol voor niets te doen (hij kreeg uiteindelijk 8000 dollar).
In 1972 verscheen de film The Godfather, gebaseerd op het gelijknamige boek uit 1969 van Mario Puzo. In het boek en in de film klopt het personage Johnny Fontane aan bij het hoofd van een New Yorkse maffiafamilie omdat hij de rol niet krijgt in een grote Hollywoodfilm, een rol die zijn carrière nieuw leven in zou kunnen blazen. De maffialeider laat, om de Hollywoodproducer (na diens aanvankelijke weigering) te dwingen Fontane voor de rol aan te nemen, het hoofd van zijn favoriete racepaard afhakken en in zijn bed stoppen, waarna Fontane alsnog de rol krijgt. Alom werd gespeculeerd dat het personage Fontane, was gebaseerd op Frank Sinatra, een man waarvan werd beweerd dat hij maffiaconnecties had. Maar het verhaal is fictie. Cohn ging overstag, vanwege het lage salaris van Sinatra en vermoedelijk ook omdat Ava Gardner voor haar man bij Cohn bemiddelde.

## Productie

### Regie
Het was scenarist Daniel Taradash die Harry Cohn ervan overtuigde om Fred Zinnemann als regisseur aan te trekken. Zinnemann had naam gemaakt als regisseur van oorlogsfilms als The Search (1948), The Men (1950) en Teresa (1951), maar stond ook bekend als eigenzinnig en een man met principes. Harry Cohn zou snel merken dat Zinnemann in staat was zijn zin door te drijven als dat paste in zijn ideeën over de film. Afgezien van de veldslagen die Zinnemann uitvocht met Cohn over de casting, ruzieden beide mannen ook over andere zaken zoals de kleur van de film. Cohn had van de marketingafdeling van Columbia Pictures gehoord dat als de film in kleur werd opgenomen dit een extra miljoen dollar zou opleveren. Zinnemann wilde juist zwart-wit omdat dit meer de donkere en grimmige thema's zou weerspiegelen, terwijl kleur te zacht zou overkomen. Cohn ging overstag.

### Acteurs
Regisseur Zinnemann kende hoofdrolspeler Montgomery Clift goed. In 1948 was hij min of meer verantwoordelijk geweest voor de grote doorbraak van de acteur in de film The Search waarin Clift ook een soldaat speelde. Zinnemann wist dat Clift obsessief was in het kleinste detail van zijn rol. De acteur leerde zichzelf niet alleen trompet spelen, maar bestudeerde ook de drilmethodes van het Amerikaanse leger. Aangezien de rol van Prewitt bleek te zijn gebaseerd op James Jones, de schrijver van de roman From Here to Eternity, bestudeerde Clift de man nauwkeurig en deed zijn manier van doen en spreken na. Clift en Burt Lancaster hadden moeite met elkaar. Burt Lancaster was voor de opnames zeer zenuwachtig. Het was zijn eerste grote, serieuze rol en bovendien was hij erg onder de indruk van het talent van Montgomery Clift. Fred Zinnemann kreeg problemen met Burt Lancaster die zich overal mee bemoeide, moeilijk deed over het script en over de wijze waarop hij beeld werd gebracht. Op zeker moment bracht hij met zijn voortdurende aanmerkingen de altijd zo rustige Zinnemann tot het kookpunt. Woedend krijste de regisseur tegen zijn acteur dat 'hij kon oprotten'. Later legden hij het overigens weer bij met Lancaster. Ook Frank Sinatra zag op tegen zijn mede-acteurs. De rol van Angelo Maggio was zijn eerste meer serieuze rol en hij was blij met de steun die hij kreeg van Clift en Lancaster en hij zou de rest van zijn leven met de laatstgenoemde bevriend blijven.

### Het filmen
Er was een budget van 1 miljoen dollar beschikbaar voor de film (later zou dit oplopen tot 1,6 miljoen) een schijntje voor een dergelijke productie. ZInnemann kreeg tweeënveertig draaidagen toegewezen, waarvan hij er uiteindelijk dertig nodig had. De film werd grotendeels op Hawaï opgenomen in de Schofield Barracks op het eiland Oahu. Het Amerikaanse leger had weinig op gehad met het boek en was schoorvoetend akkoord gegaan met de film. Het was te danken aan producent Buddy Adler, een voormalig luitenant-kolonel in het US Signal Corps, dat er uiteindelijk materiaal en locaties ter beschikking werden gesteld. Toch moest er ook gezocht worden naar de uitrusting van Amerikaanse soldaten aan het begin van de Tweede Wereldoorlog die nogal afweek van de latere uitrusting. In dumpwinkels vond men de Springfieldgeweren, de platte helmen, en andere zaken. Soldaten van het Amerikaanse leger werden ingezet als figurant en speciaal getraind in het gebruik van deze oude uitrustingen. Zinnemann werkte snel en schoot de scène waarin de Japanse vliegtuigen Pearl Harbor aanvallen in een halve dag. De klassieke scène waarin Deborah Kerr en Burt Lancaster op het strand vrijen in de aanspoelende golven was een improvisatie. Volgens het script stonden ze te vrijen, maar dit werd op Lancasters verzoek aangepast. De scène werd opgenomen bij Halona Cove io Oahu en de locatie zou in latere jaren uitgroeien tot een toeristenattractie. Harry Cohn had gelijk met zijn opmerking dat Clift weinig had van een bokser. Hoewel hij eindeloos werd getraind, leek het resultaat nergens naar en moest Zinnemann uitkijken naar een vervanger van Clift voor de boksscènes, speciaal de scènes waarin beide boksers in totaal waar te zien. Ondanks de zorgvuldige montage, waarbij deze scènes werden afgewisseld met close-ups is te zien dat iemand anders staat te boksen. De auditie van Frank Sinatra was zo goed volgens de regisseur, dat ze als een scène gebruikt werd in de film. Dit is de scène waarin een dronken Maggio met olijven in plaats van dobbelstenen werpt.

## Remake
In 1966 werd er een pilot gemaakt voor een tv-serie met Roger Davis als Prewitt, maar van een tv-serie kwam het toen niet. Dat lukte wel in 1979 toen er een miniserie werd gemaakt met William Devane als Warden, Natalie Wood als Karen en Steve Railsblack als Prewitt.

## Prijzen en nominaties
Academy Awards (1954)
- Gewonnen - Oscar for Best Picture - Buddy Adler
- Gewonnen - Oscar for Best Director - Fred Zinnemann
- Gewonnen - Oscar for Best Actor in a Supporting Role - Frank Sinatra
- Gewonnen - Oscar for Best Actress in a Supporting Role - Donna Reed
- Gewonnen - Oscar for Best Cinematography, Black-and-White - Burnett Guffey
- Gewonnen - Oscar for Best Best Writing, Screenplay - Daniel Taradash
- Gewonnen - Oscar for Best Film Editing - William A. Lyon
- Gewonnen - Oscar for Best Sound, Recording - John P. Livadary
- Genomineerd - Oscar for Best Actor in a Leading Role - Burt Lancaster
- Genomineerd - Oscar for Best Actor in a Leading Role - Montgomery Clift
- Genomineerd - Oscar for Best Actress in a Leading Role - Deborah Kerr
- Genomineerd - Oscar for Best Best Music, Scoring of a Dramatic or Comedy Picture - Morris Stoloff, George Duning
- Genomineerd - Oscar for Best Costume Design, Black-and-White - Jean Louis

Golden Globes (1954)
- Gewonnen - Golden Globe for Best Motion Picture Director - Fred Zinnemann
- Gewonnen - Golden Globe for Best Supporting Actor - Frank Sinatra

British Academy Film Award (1954)
- Genomineerd - BAFTA for Best Film from any Source (USA)

Filmfestival van Cannes (1954)
- Gewonnen - Special Award - Fred Zinnemann
- Genomineerd - Grand Prize of the Festival - Fred Zinnemann

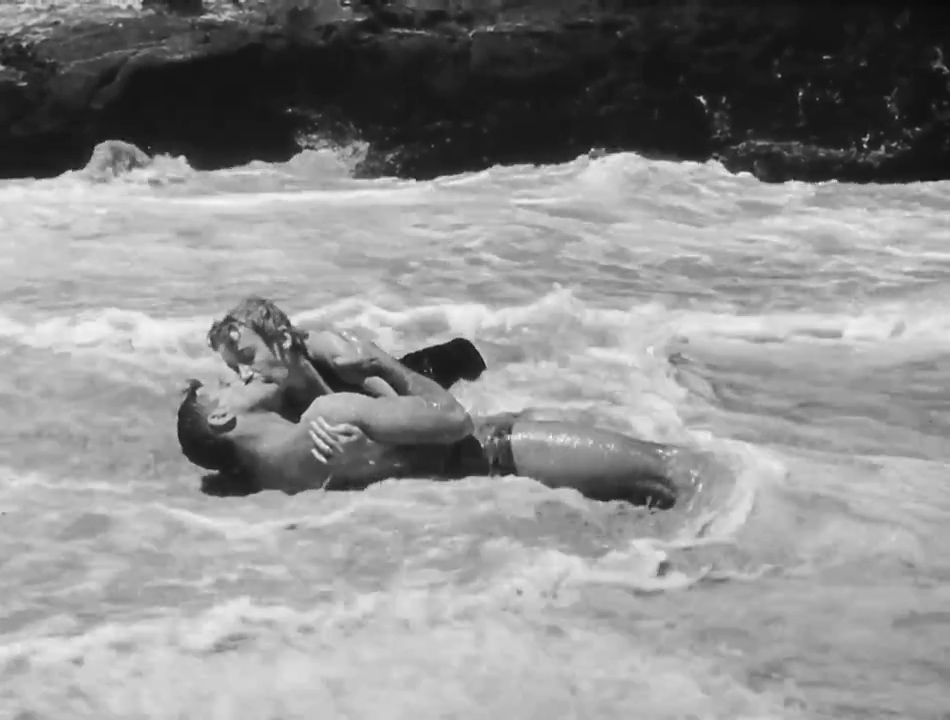
De bekende scène met Burt Lancaster en Deborah Kerr.